# Ju Sung-hwan
Ju Sung-hwan (auch: Joo Sung-hwan; koreanisch 주성환; * 24. August 1990) ist ein südkoreanischer Fußballspieler.

## Karriere
Ju Sung-hwan erlernte das Fußballspielen in der Schulmannschaft der Pungsaeng Middle School, in der Jugendmannschaft der Chunnam Dragons sowie in der Universitätsmannschaft der Hanyang-Universität. Seinen ersten Vertrag unterschrieb er am 1. Januar 2021 bei seinem Jugendverein Chunnam Dragons. Das Fußballfranchise aus Gwangyang spielte in der ersten Liga des Landes, der K League. 2012 absolvierte er 17 Erstligaspiele. Die Saison 2013 wurde er an den Gyeongju Korea Hydro & Nuclear Power FC ausgeliehen. Mit dem Verein aus Gyeongju spielte er 15-mal in der dritten Liga, der damaligen Korea National League. 2014 zog es ihn nach Thailand. Hier unterschrieb er einen Vertrag beim Erstligisten Singhtarua FC, dem heutigen Port FC, in Bangkok. Für Singhtarua stand er 29-mal in der ersten Liga auf dem Spielfeld. 2015 wechselte er zum thailändischen Zweitligisten Phichit FC. Am Ende der Saison musste er mit dem Klub aus Phichit absteigen. Die Saison 2016 stand er beim Drittligisten Ayutthaya Warrior FC in Ayutthaya unter Vertrag. Am Ende der Saison wurde er mit dem Warrior FC Meister der Central Region. Im Januar 2017 nahm ihn der ebenfalls in Ayutthaya beheimatete Drittligist Ayutthaya FC unter Vertrag. Mit dem Verein spielte er zwei Jahre in der Upper Region der Liga. Seit dem 1. Januar 2019 ist er vertrags- und vereinslos.

## Erfolge
Ayutthaya Warrior FC
- Regional League Division 2 – Central: 2016